# Borgo Valbelluna
Borgo Valbelluna är en ort och kommun i provinsen Belluno i regionen Veneto i Italien. Kommunen hade 13 666 invånare (2019).
Kommunen bildades den 30 januari 2019 genom en sammanslagning av tidigare kommunerna Mel, Lentiai och Trichiana..